# هئوکلوم
هئوکلوم (به هلندی: Heukelum) یک منطقهٔ مسکونی در هلند است که در لینگه‌وال واقع شده‌است. هئوکلوم ۱٬۹۶۷ نفر جمعیت دارد.